# Bioelektrana
Bioelektrana je elektrana koja koristi energiju biomase za dobivanje električne energije, a često i toplinske energije za grijanje (kogeneracija). Proizvodnja električne energije iz biomase je slična kao i za fosilna goriva - u termoelektranama; najprije pretvaranje u toplinsku energiju nosilaca (vodena para kod parnih turbina, prirodni plin kod plinskih turbina), pretvaranje u mehaničku, a potom u električnu energiju. Radi povećanja stupnja djelovanja koristi se kogeneracija – istovremena proizvodnja toplinske i električne energije, pri čemu je potreban potrošač topline.
Male kogeneracijske elektrane su višenamjenski objekti, koji iz fosilnih goriva i biomase postupkom kogeneracije proizvode električnu i toplinsku energiju, a u određenim slučajevima proizvodi se i hladna voda za potrebe hlađenja. Goriva za pogon malih kogeneracijskih elektrana su plinovita, tekuća i kruta. Odgovarajuće toplinske snage ovise o vrsti energetskog agregata i kreću se u rasponu od 20 do 20 000 kW.

## Bioelektrane na drvnu biomasu
Postoje razni načini da se iz biomase dobije energija. Upotrebljava se isključivo šumska biomasa (ostaci i otpad nastali redovitim gospodarenjem šumama, prostorno i ogrjevno drvo) i biomasa iz drvne industrije (ostaci i otpad pri piljenju, brušenju, blanjanju, kao gorivo u vlastitim kotlovnicama, sirovina za proizvode, briketi i peleti koji nastaju sabijanjem, odnosno prešanjem usitnjene drvne biomase u rasutom stanju radi transporta i automatizacije loženja, te jeftinije i kvalitetnije gorivo od šumske biomase). Pri obradi drveta gubi se oko 35 do 40% od ulazne sirovine u procesu proizvodnje, a količina otpada za neke proizvode kao što su parketi iznosi i do 65%.
Biomasa se može izravno pretvarati u energiju jednostavnim sagorijevanjem (gorenje), te se tako proizvesti pregrijana vodena para za grijanje u industriji i kućanstvima ili za dobivanje električne energije u malim termoelektranama. Takva postrojenja kao gorivo koriste drvni otpad iz šumarstva i drvne industrije, slama i drugi poljoprivredni ostaci, te komunalni i industrijski otpad.

### Bioelektrana - toplana Alholmens Kraft
Bioelektrana Alholmens Kraft je najveća bioelektrana u svijetu, a instalirana snaga je 265 MW. Smještena je u blizini tvornice papira u mjestu Alholmen, kraj Jakobstada (Finska). Bioelektrana koristi drvnu biomasu kao osnovno gorivo, a rezervo gorivo je treset. Ova bioelektrana isto ostvaruje centralno grijanje za Jakobstad snage 60 MW i pregrijanu paru za tvornicu papira snage 100 MW.

### Bioelektrana – toplana u Velikoj Gorici
HEP Obnovljivi izvori energije priprema projekt kogeneracijske elektrane na šumsku biomasu u Velikoj Gorici. Prema dosada provedenim istražnim aktivnostima očekuje se snaga bioelektrana od 20 MW električne energije i 35 MW toplinske energije. Sama investicija je vrijedna 65 milijuna eura, a novac bi se trebao osigurati preko pretpristupnih fondova Europske unije. Puštanje u pogon bioelektrane predviđeno je tek za 2015.
Za izgradnju bioelektrane je odabrana lokacija Štuki, jugoistočno od Velike Gorice. Na temelju istraživanja pokazano je da u krugu od 50 km od lokacije postoji dovoljna količina sirovine za proizvodnju drvne sječke, koja će se nabavljati od Hrvatskih šuma. Dnevno bi do 28 kamiona trebalo dopremati sječku u bioelektranu. Godišnja potrošnja drvne sječke bi trebala iznositi 210 000 tona. Iako je drvna sječka ekološki prihvatljiv obnovljivi izvor energije, tijekom rada bioelektrane Velika Gorica ipak će doći do pojave emisija u okoliš. Odgovarajućim konstrukcijskim rješenjima, te će se emisije umanjiti na prihvatljivu razinu za okoliš i ljude. U procesu izgaranja drvne sječke nastaju kruti ostaci (šljaka i pepeo), te dimni plinovi. Šljaka i pepeo ne spadaju u kategoriju opasnog otpada, a za njihov prihvat i privremeno skladištenje predviđena je izgradnja zatvorenih sustava na lokaciji zahvata. U konačnici kruti ostaci izgaranja otpremaju se na odgovarajuću deponiju.
Toplinska energija će se plasirati za centralno grijanje grada Velike Gorice, te će se time zamijeniti postojeći toplinski sustavi na loživo ulje. Od postojećeg sustava će ostati samo kotlovnica Galženica III na prirodni plin. Ukupna bruto proizvodnja električne energije bi trebala iznositi 150 000 MWh, što je dovoljno za opskrbu 50 000 kućanstava električnom energijom. Sama bioelektrana je skoro CO2 neutralna, te je tako pogodna za usporavanje globalnih klimatskih promjena.

## Bioelektrane na nedrvnu biomasu
Osim ostale nedrvne biomase, u Hrvatskoj bi osobitu važnost mogli imati ostaci iz poljoprivrede ili poljoprivredna biomasa (kukuruzovina, oklasak, stabljike suncokreta, slama, ljuske, koštice višanja, ostatke pri rezidbi vinove loze i maslina, kore od jabuka). Iskustva iz razvijenih zemalja, u Europi osobito Danske, pokazuju kako se radi o vrijednom izvoru energije, koji se ne bi trebao zanemariti.
Ilustrativan je stoga sljedeći primjer. Nakon berbe kukuruza na obrađenom zemljištu ostaje kukuruzovina, stabljika s lišćem, oklasak i komušina. Budući da je prosječni odnos zrna i mase (tzv. žetveni omjer) 53% : 47%, proizlazi kako biomase približno ima koliko i zrna. Ako se razluče kuruzovina i oklasak, tada je njihov odnos prosječno 82% :18%, odnosno na proizvedenu 1 tonu zrna kukuruza dobiva se i 0,89 tona biomase kukuruza što čine 0,71 tonu kukuruzovine i 0,18 tona oklaska. Iako je neosporno kako se nastala biomasa mora prvenstveno vraćati u zemlju, preporučuje se zaoravanje između 30 i 50% te mase, što znači da za energetsku primjenu ostaje najmanje 30%.
Na ogrjevne vrijednosti nedrvne biomase podjednako utječu udio vlage i pepela. Udio pepela u nedrvenim biljnim ostacima može iznositi i do 20%, pa značajno utječe na ogrjevnost (npr. slama ima veći udio Na, Ca, K, te je manja temperatura taljenja pepala i nastaje taloženje). Općenito, supstance koje čine pepeo nemaju nikakvu energetsku vrijednost (energetska vrijednost biljnih ostataka: 5,8 – 16,7 MJ/kg).

## Bioelektrane na bioplin
Postrojenje za proizvodnju bioplina naziva se digestor. Budući da se u njemu događaju različite kemijske i mikrobiološke reakcije, poznat je i kao bioreaktor ili anaerobni reaktor. Glavna mu je funkcija da pruži anaerobne uvjete. Mora biti nepropustan za zrak i vodu. Može se napraviti od različitih materijala i različitih oblika i veličina, a to ovisi uglavnom o sirovini koji ćemo upotrijebiti. Sustavi namijenjeni za digestiju tekuće ili čvrste sirovine uglavnom se pune i prazne pomoću pumpi. Kompletni digestorski sustav se sastoji od jame za sakupljanje gnojiva, spremnika za miješanje, cijevi za odvođenje, digestora, spremnika i sustava za iskorištavanje plina.
Dobiveni se bioplin najčešće koristi za dobivanje toplinske i/ili električne energije izgaranjem u kotlovima, plinskim motorima ili turbinama (korištenjem izmeta od 120 krava može proizvesti dovoljno bioplina za pogon motora snage 50 kW, što je dovoljno za pokrivanje potreba za električnom energijom manjeg sela).

### Bioelektrana u Vukovaru
Na staroj svinjogojskoj farmi na Ovčari kraj Vukovara gradi se biolektrana na bioplin, koja će s planiranih 10 MW kapaciteta električne energije biti najveće takvo postrojenje u Europi. Usto, proizvodit će i 12 MW toplinske energije, koja će se koristiti za zagrijavanje staklenika, na površini od 12 hektara.
Kao pogonsko gorivo u bioelektrani će se koristiti stajsko gnojivo, gnojnice od svinja, tučeni kukuruz, sječeni suncokret i razni drugi biološki materijali koji nas okružuju. Za pun kapacitet bioelektrane godišnje će biti potrebno osigurati 60 000 tona stajskog gnojiva i 240 000 tona silaže. Radit će na način da se u 16 silosa visokih po 25 metara miješaju sve te sirovine. U tom procesu nastaje bioplin koji potom pokreće generatore, a koji na kraju proizvode električnu energiju koja će se slati u elektroenergetski sustav HEP-a. Riječ je o investiciji u vrijednosti između 27 i 30 milijuna eura.

## Bioelektrane na deponijski plin
Osim navedenog načina dobivanja bioplina iz biomase, bioplin je također moguće dobiti i iz deponijskog otpada na suvremenim uređenim deponijama procesom takozvane anaerobne hladne obrade otpada. U industrijskim zemljama nastaje 300 - 400 kg smeća godišnje po osobi. Deponijski plin nastaje razgradnjom organskih supstanci pod utjecajem mikroorganizama u anaerobnim uvjetima (bez prisustva zraka). U središtu deponije nastaje nadpritisak, pa deponijski plin prelazi u plinske sonde sabirnog sustava. Prosječan sastav deponijskog plina je 35-60 % metana, 37-50 % ugljikovog dioksida i u manjim količinama se mogu naći ugljikov monoksid, dušik, sumporovodik, fluor, klor, aromatični ugljikovodici i drugi plinovi u tragovima.
Bioelektrane na deponijski plin podrazumijeva postavljanje vertikalnih perforiranih cijevi u tijelo deponije (bunari, trnovi, sonde) i njihovo vodoravno povezivanje. U kompresoru deponijski plin se isisava, suši i usmjerava ka plinskom motoru. Iz sigurnosnih razloga preporučuje se ugradnja visokotemperaturne baklje koja preuzima viškove plina. Deponijski plin s prosječnim sadržajem metana od 50 % ima donju toplinsku vrijednost Hu=5 kWh/Nm3, što ga čini dobrim gorivom za pogon plinskih motora specijalno razvijenih za ovu namjenu. Plinski motor pokreće električni generator za proizvodnju električne energije. Putem izmjenjivača topline, dobije se toplinska energija iz vode koja hladi motor i ulje za podmazivanje, kao i iz ispušnih plinova. Kod kombinirane upotrebe električne i toplinske energije postiže se visok stupanj korisnosti ovih uređaja. Ovo znači da se iz 1 m3 deponijskog plina (Hu = 5kWh/Nm3) dobije 2 kWh električne energije i 2,15 Kwh toplinske energije.
Dobivena električna energija koristi se za vlastite potrebe ili se predaje u električnu mrežu. Proizvedena toplina koristi se na deponiji za proizvodnju tople vode, u staklenicima i plastenicima za proizvodnju ranog povrća i cvijeća, u industrijskim pogonima u blizini deponije, ili za grijanje stambenih zgrada kao i kod drugih potrošača toplinske energije.

## Energetski potencijali biomase u Hrvatskoj
Hrvatska ima veliki šumski potencijal s gotovo 45% teritorija prekriven je šumom, a ukupni godišnji prirast je 9,6 milijuna m3, s razvijenom drvnom industrijom, te značajnim udjelom poljoprivrede i stočarstva u ukupnom gospodarstvu, a to znači izvrsna osnova za proizvodnju energije iz biomase (posebice u Slavoniji, gdje je osobito izražen potencijal korištenja poljoprivredne biomase)! Kontinentalni dio Hrvatske ima puno veći biopotencijal od primorskog, jer je veliki dio našeg primorja vrlo škrto kamenito tlo. Trenutno se koristi oko 16 PJ energije iz biomase (podatak iz 1998., 354 PJ ukupna potrošnja energije - dakle samo oko 4,5 %) i to većinom na nedjelotvoran način - za grijanje kućanstava.
Posljednjih godina došlo je do smanjenja korištenja biomase, jer se sve manje kućanstava grije na drva, dok s druge strane biomasa nije značajnije utjecala na proizvodnju električne energije. Uvođenjem novih tehnologija i mehanizama podrške očekuje se da će tehnički potencijal biomase i otpada za period do 2030. porasti na razinu od 50 do 80 PJ (u Finskoj se već danas iz biomase pokriva preko 25% svih ukupnih potreba za energijom ).